# Cicujano
Cicujano (Zekuiano en euskera, y oficialmente Cicujano/Zekuiano) es una localidad del concejo de Real Valle de Laminoria, que está situado en el municipio de Arraya-Maestu, en la provincia de Álava. 

## Toponimia
En el año 1025 en la Reja de San Millán, consta como Cekungau.pagando dos rejas de hierro dentro de el Alfoz de Harrahia, igual que todas las localidades del valle, lo que indica la alta demografía de esta zona de Laminoria durante estos siglos. Otras denominaciones que ha tenido son Cecujano (1426), Zicujano - Cicujano (1456), Cicujano - Zekuiano (1986), Zekuñau (2015).

## Geografía física
Al norte del desfiladero Los Pocilones y pasando por la Peña de Muela, se encuentra enclavado en un importante cruce de caminos en época medieval por lo que Cicujano fue un punto importante dentro de la división administrativa del valle de Laminoria.
|                  |  | Nordeste: Arenaza |
| Oeste: Alecha    |  |                   |
| Suroeste: Leorza |  |                   |

## Historia
Hacia mediados del siglo XIX, el lugar, por entonces perteneciente al ayuntamiento de Laminoria, y capital hasta 1957, tenía contabilizada una población de 78 habitantes. Aparece descrito en el sexto volumen del Diccionario geográfico-estadístico-histórico de España y sus posesiones de Ultramar de Pascual Madoz con las siguientes palabras:

CICUJANO: v. del valle real y ayunt. de Laminoria en la prov. de Alava (á Vitoria 5 leg.), c. g. de las Provincias Vascongadas, aud. terr. de Burgos (24), part. jud. de Salvatierra (3), dióc. de Calahorra (12 1/2), vicaria de Campezo y arciprestazgo de Sta. Pia: sit. en una pequeña llanura sobre la izq. del r. Ega, con clima regular; siendo sus vientos principales N., S. y SE., y las enfermedades mas comunes reumatismos y otros dolores locales, ademas de algunas calenturas crónicas: tiene 13 casas; la igl. parr. dedicada á la Degollacion de San Juan Bautista y servida por un cura y sacristan: aunque está fuera del pueblo, es buena en todos conceptos y tiene reloj en la torre del campanario; en ella se conserva el archivo del valle: el cementerio está tambien unido á la misma parr., pero no perjudica á la salud pública; hay una ermita (Santa Ana) dentro del pueblo y de patronato del mismo. Confina el term. N. Musitu; E. Ibisate; S. Sabando, part. jud. de La Guardia, y O. Apellaniz é Igoroin: brotan en él varias fuentes, y está bañado ademas por el r. Ega, que tiene un puente de madera junto á la v., y por un arroyo que rinde luego su caudal al espresado r. El terreno es montuoso en su mayor parte, y la llanura es generalmente mala para el cutlvio; hay sin embargo una deh. bastante poblada. Los caminos conducen á los pueblos inmediatos y se hallan en regular estado: el correo se recibe de Vitoria por alguna persona á quien se encarga. prod.: trigo y toda clase de granos, legumbres y demas prod. generales del pais; cria ganado vacuno, lanar, de cerda y cabrio; hay caza de toda especie y pesca de truchas, loinas y anguilas. La ind. y comercio consisten en una tienda de vinos, un molino harinero y la esportacion de pan que llevan á Vitoria, donde se surten de los art. que necesitan. pobl.: 12 vec., 78 alm. contr. con su ayunt.
(Madoz, 1847, p. 385)

En 2022, tenía empadronados diez habitantes.

## Demografía
| Gráfica de evolución demográfica de Cicujano entre 2000 y 2023 |
|                                                                |
| Población de derecho según los censos de población del INE.    |

## Cultura

### Patrimonio material
- Iglesia de la Degollación de San Juan.[5][8]

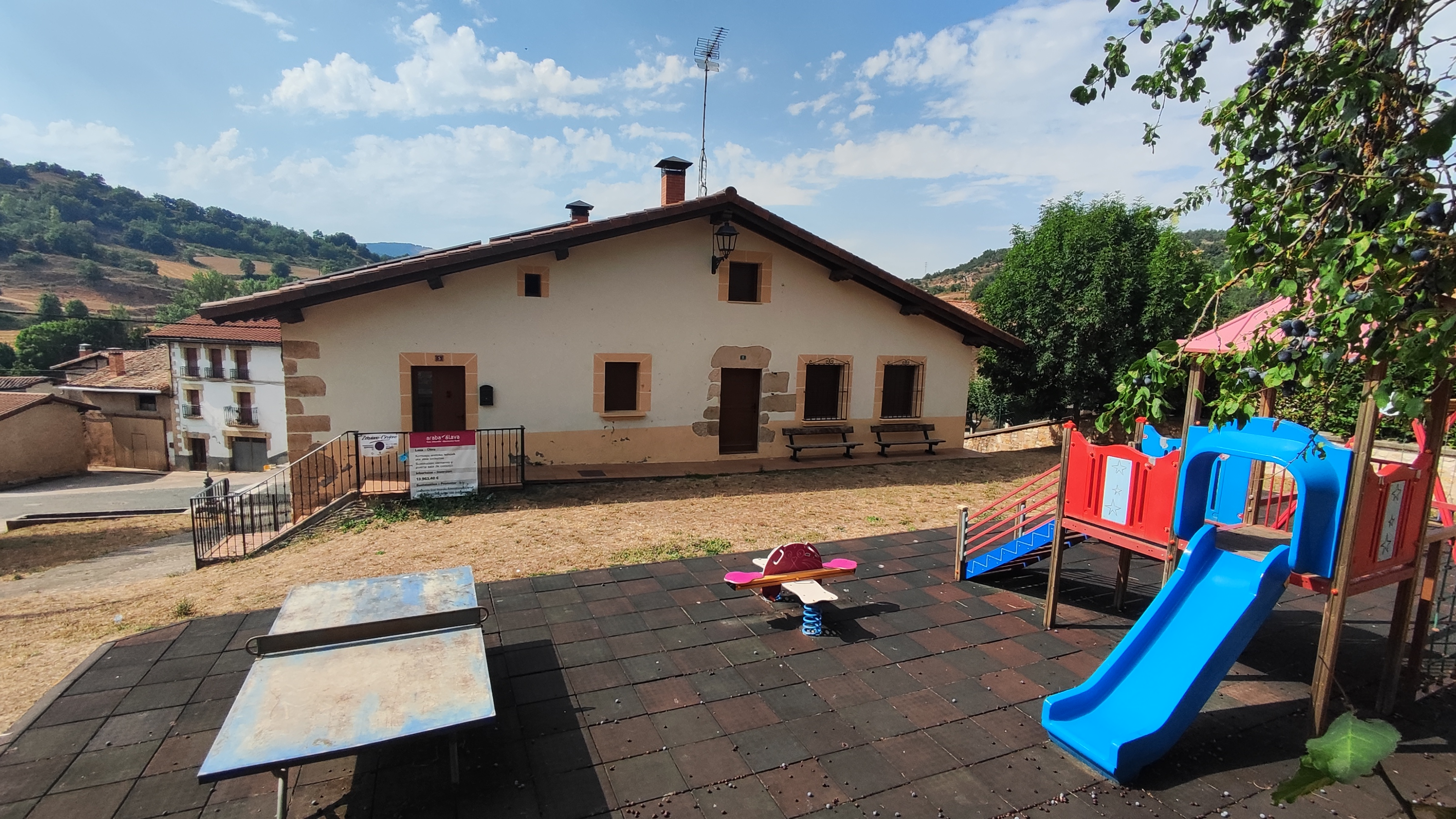
Casa del concejo y juegos infantiles

- Casa del concejo y juegos infantilesErmita de Santo Toribio.[9] En ella se reunían las Juntas Generales, y en su sala se escogía a los alcaldes de los distintos municipios que componían el Real Valle de Laminoria.[4]
- Ermita de Santa Ana.[10]
- Cuenta con la fuente vieja,[11] y otras dos fuentes-abrevaderos.[12][13]
- Molino harinero, documentado en 1802.[14]
- Casa del Concejo.
- Apeadero del Trenico - Tren Vasco Navarro. Rehabilitada y vivienda particular.
- Túnel de Leorza-Cicujano del Camino Natural Vía Verde del Ferrocarril Vasco-Navarro.[15]

### Patrimonio inmaterial
Las fiestas patronales se celebran en honor a San Juan Degollado, el 29 de Agosto.